# Birgitta Ahlqvist
Karin Birgitta Ahlqvist, tidigare Hedqvist, född 16 maj 1948 i Byske församling i Västerbottens län, är en svensk socialdemokratisk politiker. Hon var riksdagsledamot 1994–1995 samt 1998–2006 och ledamot av Europaparlamentet 1995–1998. Ahlqvist var i riksdagen ledamot i Utrikesutskottet och Europarådets svenska delegation. Hon var invald för valkretsen Norrbottens län och arbetade tidigare som rektor för en högstadieskola. Ahlqvist var engagerad i internationella frågor inom riksdagen samt i Rädda barnen Sverige, där hon har varit styrelsemedlem, och United Nations Development Fund for Women, där hon har varit en av ordförandena för den svenska sektionen.